# Love (S.E.S.의 음반)
《S.E.S.3 Love》는 1999년 10월 23일 발매된 대한민국의 3인조 걸 그룹 S.E.S.의 대한민국 정규 3집 음반이다.

## 설명
- 수록곡 앞 뒤로 멤버들의 TALK 트랙이 수록되어 있다.
- 일본에서 4번 트랙〈Love〉가 일본어 버전으로 녹음 되어 싱글로 발매되었으며, 2016년 S.E.S.의 20주년 기념 재결합에 맞춰 리메이크되기도 하였다.
- 공식 기록상 대한민국의 여성 그룹 앨범 중 블랙핑크의 [The Album] 130만장에 이어 두번째로 가장 높은 판매고인 760,475장을 기록하였다.
- 당시 멤버들이 금발로 염색한 것이 문제가 되어 한 동안 KBS 방송 출연이 금지되었다. 소속사와 방송사 간의 마찰로 인해 SBS에도 한동안 방송 출연이 금지되었으나 당대 최고의 인기를 누렸다.

## 수록곡[1]
| #             | 제목                                     | 작사           | 작곡          | 편곡           | 재생 시간 |
| ------------- | ---------------------------------------- | -------------- | ------------- | -------------- | --------- |
| 1.            | 〈Opening〉                              |                |               |                | 1:30      |
| 2.            | 〈Twilight Zone〉                        | 유영진         | 유영진        | 유영진         | 3:46      |
| 3.            | 〈첫사랑〉                               |                |               |                | 1:29      |
| 4.            | 〈Love〉                                 | 유영진         | 유영진        | 유영진         | 4:12      |
| 5.            | 〈차라리 당신을 잊고자 할 때〉           |                |               |                | 3:25      |
| 6.            | 〈I've Been Waiting For You〉            | 신성호, 김용호 | 신성호        | 신성호         | 3:38      |
| 7.            | 〈얼굴〉                                 |                |               |                | 2:29      |
| 8.            | 〈Blue Sky〉                             | 서융근, 이우천 | 서융근        | 서융근         | 4:22      |
| 9.            | 〈그는 없다〉                            |                |               |                | 1:44      |
| 10.           | 〈Tell Me〉                              | 최석영         | 신성호        | 신성호         | 3:45      |
| 11.           | 〈스크램블〉                             |                |               |                | 1:21      |
| 12.           | 〈바람둥이 길들이기〉 (Taming A Playboy) | 박진영         | 박진영        | 박진영, 방시혁 | 3:32      |
| 13.           | 〈웃음 1〉                               |                |               |                | 2:08      |
| 14.           | 〈샤랄라〉 (Feat. 신화)                  | 최수정         | 최수정        | 이정현         | 3:50      |
| 15.           | 〈아름다운 기억〉                        |                |               |                | 2:32      |
| 16.           | 〈Promise〉                              | 지국현         | 지국현        | 지국현         | 4:24      |
| 17.           | 〈첫 느낌〉                              |                |               |                | 3:16      |
| 18.           | 〈Sugar Baby〉                           | 권성준         | 윤치웅        | 윤치웅         | 4:03      |
| 19.           | 〈웃음 2〉                               |                |               |                | 2:42      |
| 20.           | 〈Silver〉 (Feat. 에릭)                  | 바다           | 박성수        | 박성수         | 4:07      |
| 21.           | 〈결혼식〉                               |                |               |                | 1:46      |
| 22.           | 〈Show Me Love〉                         | 박기영         | 박기영        | 박기영         | 4:13      |
| 23.           | 〈또 다른 나〉                           |                |               |                | 2:07      |
| 24.           | 〈Wait〉                                 | 바다           | 바다          | 박성수         | 3:33      |
| 25.           | 〈그를 만났습니다〉 (이정하)             |                |               |                | 1:33      |
| 26.           | 〈사랑할 때 너무나 사랑할 때〉 (김현)    |                |               |                | 1:13      |
| 27.           | 〈Ending〉                               |                |               |                | 1:19      |
| 총 재생 시간: | 총 재생 시간:                            | 총 재생 시간:  | 총 재생 시간: | 총 재생 시간:  | 1:13:19   |

## 가요 프로그램 순위
Love
SBS 《인기가요》
- 1999년 11월 1주 15위
- 1999년 11월 2주 6위
- 1999년 11월 3주 3위
- 1999년 11월 4주 3위
- 1999년 12월 1주 3위
- 1999년 12월 2주 4위

KMTV 《쇼!뮤직탱크》
- 1999년 11월 4주 1위
- 1999년 12월 1주 1위 (2주 연속)
- 1999년 12월 2주 2위

KMTV 《결정 인기가요43》
- 1999년 12월 1주 1위
- 1999년 12월 2주 1위 (2주 연속)
- 1999년 12월 3주 2위

m.net 《가요베스트27》
- 1999년 11월 2주 14위
- 1999년 11월 3주 2위
- 1999년 11월 4주 1위
- 1999년 12월 1주 1위 (2주 연속)
- 1999년 12월 2주 2위
- 1999년 12월 3주 1위 (3주 연속)
- 1999년 12월 4주 1위 (4주 연속)
- 2000년 1월 1주 1위 (5주 연속)
- 2000년 1월 2주 3위
- 2000년 1월 3주 2위

채널V 《새한 코리안 탑20》
- 2000년 1월 1주 1위

Twilight Zone
SBS 《인기가요》
- 1999년 12월 3주 7위
- 1999년 12월 4주 6위
- 2000년 1월 1주 4위
- 2000년 1월 2주 3위
- 2000년 1월 3주 4위
- 2000년 1월 4주 1위
- 2000년 1월 5주 2위

KMTV 《쇼!뮤직탱크》
- 1999년 12월 3주 1위
- 2000년 1월 1주 3위

KMTV 《결정 인기가요43》
- 1999년 12월 4주 1위

m.net 《가요베스트27》
- 2000년 1월 4주 3위
- 2000년 1월 5주 6위
- 2000년 2월 1주 1위
- 2000년 2월 2주 2위
- 2000년 2월 3주 11위
- 2000년 2월 4주 16위
- 2000년 3월 4주 24위
- 2000년 4월 1주 27위

## 음반 판매 순위
《음반 판매량 (CD + 테이프)》
- 1999년 10월 1위 550,030장 (191,400+358,630)
- 1999년 11월 5위 106,498장 (27,752+78,746)
- 1999년 12월 10위 67,000장
- 2000년 1월 26위 23,800장 (9,000+14,800)
- 2000년 3월 43위 7,607장 (3,629+3,978)

《신나라 가요순위》
- 1999년 11월 2주 2위
- 1999년 11월 3주 1위
- 1999년 11월 4주 1위 (2주 연속)
- 1999년 12월 1주 1위 (3주 연속)
- 1999년 12월 2주 2위
- 1999년 12월 3주 3위
- 1999년 12월 4주 7위
- 1999년 12월 5주 8위 - 연말차트 4위
- 2000년 1월 1주 10위
- 2000년 1월 2주 12위
- 2000년 1월 3주 12위
- 2000년 1월 4주 12위
- 2000년 1월 5주 14위
- 2000년 2월 1주 13위
- 2000년 2월 2주 14위
- 2000년 2월 3주 14위

## 수상

### 지상파
| 연도            | 날짜     | 방송사 | 프로그램 | 수상 | 비고     | 결과 | 출처 | 노래                            | 앨범              |
| --------------- | -------- | ------ | -------- | ---- | -------- | ---- | ---- | ------------------------------- | ----------------- |
| 2000년 (총 1회) | 1월 23일 | SBS    | 인기가요 | 1위  | 통산 1주 | 수상 |      | 후속 《Twilight Zone》 (총 1회) | 정규 3집 (총 1회) |